# Oracular Spectacular
Oracular Spectacular – pierwszy studyjny album amerykańskiej grupy MGMT, wydany 22 stycznia 2008.

## Lista utworów
1. "Time to Pretend" – 4:21
2. "Weekend Wars" – 4:12
3. "The Youth" – 3:48
4. "Electric Feel" – 3:49
5. "Kids" – 5:02
6. "4th Dimensional Transition" – 3:58
7. "Pieces of What" – 2:43
8. "Of Moons, Birds & Monsters" – 4:46
9. "The Handshake" – 3:39
10. "Future Reflections" – 4:00